# Estornell de malabar
L'estornell de Malabar o estornell de cap cendrós (Sturnia malabarica) és una espècie d'ocell de la família dels estúrnids (Sturnidae) que habita boscos, matolls i conreus del nord de l'Índia, Bangladesh, Myanmar, sud-oest de la Xina i Sud-est asiàtic. El seu estat de conservació es considera de risc mínim.

## Taxonomia
Segons la llista mundial d'ocells del Congrés Ornitològic Internacional (versió 12.2, juliol 2022) aquest tàxon tindria dos subespècies (S. m. malabarica i S. m. memoricola). Tanmateix, altres obres taxonòmiques, com el Handook of the Birds of the World i la quarta versió de la BirdLife International Checklist of the birds of the world (Desembre 2019), consideren tres subespècies, doncs hi sumen l'estornell de Blith (Sturnia malabarica blythii), tàxon que el COI considera una espècie apart: Sturnia blythii.